# Cheat Codes (album)
Cheat Codes è un album in studio collaborativo dei musicisti statunitensi Danger Mouse e Black Thought, pubblicato nel 2022.

## Descrizione
L'album è stato interamente prodotto da Danger Mouse, noto per il suo lavoro con artisti come Gorillaz, The Black Keys e A$AP Rocky. Le sessioni di registrazione si sono svolte in vari studi in America e in Europa, e la produzione ha incorporato una varietà di stili musicali, inclusi elementi di hip hop, funk e musica elettronica.

## I brani
- Sometimes contiene un campionamento dalla canzone Love Without Sex di Gwen McCrae.
- Cheat Codes descrive la vita di un afroamericano medio. Alcune volte Black Thought paragona per questa vita ad un videogame, a tal punto che l'unico modo per fuggere è usare i trucchi.
- The Darkest Part è stato fatto in collaborazione con l'MC dei Wu-Tang Clan, Raekwon e con la musicista hip-hop Kid Sister. Questo brano raffigura in modo crudele il modo in cui la società moderna penetra l'anima di un musicista, corrompendolo e trascinandolo in una fossa di disperazione.
- No Gold Teeth contiene un campionamento della canzone Stop di Hugh Masekela. In questo brano, Black Thought descrive come è cresciuto fino a diventare un fenomeno mondiale senza alcuna voglia di fermarsi.
- Because è stato fatto in collaborazione con i rapper Joey Bada$$, Russ e dal musicista Dylan Cartlidge. Questo brano raffigura, in modo analogo a The Darkest Part, una figura crudele dell'America moderna, dalla povertà all'abuso infantile, facendo girare questa figura in una spirale in modo tale da sopravvivere.
- Belize contiene un'apparenza postuma del rapper MF DOOM. Questa è la seconda volta in cui Danger Mouse, Black Thought e MF DOOM collaborano ad una traccia insieme. La prima volta è stata nel bonus track Mad Nice contenuto nell'album The Mouse and the Mask.
- Aquamarine è stato fatto in collaborazione al musicista Michael Kiwanuka. Questo brano parla di molti argomenti, tra cui: l'evoluzione dell'uomo, la vita di Black Thought, e il processo di come quest'ultimo crea dei brani.
- Identical Deaths raffigura tutti i difetti di Black Thought in una condizione che tradotta in italiano vuol dire letteralmente: "Morti identiche".
- Strangers è stato fatto in collaborazione con il rapper A$AP Rocky e il duo di rapper Run the Jewels.
- Close To Famous spiega che l'obiettivo della carriera musicale di Black Thought non è la fama, ma bensì, il creare un'arte originale.
- Saltwater è stato fatto in collaborazione con il rapper Conway the Machine.
- Violas and Lupitas contiene un estratto dal film Harlem Nights di Eddie Murphy. Il titolo del brano fa riferimento a Viola Davis e a Lupita Nyong'o.

## Tracce
Testi e musiche di Danger Mouse e Black Thought.
1. Sometimes – 2:10
2. Cheat Codes – 2:14
3. The Darkest Part (feat. Raekwon e Kid Sister) – 3:44
4. No Gold Teeth – 2:33
5. Because (feat. Joey Bada$$, Russ e Dylan Cartlidge) – 4:46
6. Belize (feat. MF DOOM) – 3:54
7. Aquamarine (feat. Michael Kiwanuka) – 3:58
8. Identical Deaths – 2:41
9. Strangers (feat. A$AP Rocky e Run the Jewels) – 4:08
10. Close To Famous – 2:28
11. Saltwater (feat. Conway the Machine) – 3:22
12. Violas and Lupitas – 2:21

Durata totale: 38:19

## Classifiche
Cheat Codes è stato accolto positivamente dalla critica musicale. I recensori hanno lodato l'originalità della produzione di Danger Mouse e le abilità liriche di Black Thought. L'album è stato descritto come un'opera d'arte coesa e ambiziosa che dimostra la maestria artistica di entrambi gli artisti.

| Recensione | Giudizio |
| ---------- | -------- |
| AllMusic   |          |

| Classifica (2022) | Posizione raggiunta |
| ----------------- | ------------------- |
| Regno Unito       | 28                  |
| Stati Uniti       | 43                  |